# Les Bien-aimés
Pour plus de détails, voir Fiche technique et Distribution.
Les Bien-Aimés est un film musical de Christophe Honoré sorti le 24 août 2011. Il a été présenté en film de clôture du Festival de Cannes 2011.

## Synopsis
En 1964, Madeleine est vendeuse de chaussures à Paris. À la suite d'un malentendu qui lui fait envisager d'autres sources de revenus, elle décide de se prostituer occasionnellement jusqu'au jour où elle rencontre Jaromil, un jeune médecin tchèque, dont elle tombe amoureuse. En 1968, le couple vit à Prague avec leur fille Véra. Au moment du Printemps de Prague, Madeleine découvre que Jaromil la trompe. Elle décide alors de rentrer seule en France avec sa fille.
En 1978, Madeleine a épousé François, un garde républicain. Jaromil, qui est de passage à Paris pour un congrès, convainc Madeleine de le revoir, et ils retombent dans les bras l'un de l'autre. Il lui propose de rester en France et de revivre avec elle, si elle met fin à sa relation avec François. Une hésitation de dernière minute fait échouer le projet.
En 1997, Véra accompagne son collègue et ami-amant Clément à Londres, pour la promotion d'un livre de ce dernier. Dans une boîte de nuit, elle est attirée par Henderson, un musicien américain en exil. À l'issue d'une soirée en tête à tête, il lui annonce qu'il est gay tout en se sentant fortement attiré par elle. Confuse de sa méprise, elle s'enfuit, sans pouvoir cependant réussir à l'oublier. Henderson la retrouve quelques jours plus tard et tous deux ont une relation furtive dans les toilettes du centre culturel français, provoquant une violente réaction de Clément, qui se sent une nouvelle fois trahi par Véra. 
De son côté, Madeleine vit depuis plusieurs années à Reims avec François, et voit de temps à autre Jaromil lorsque celui-ci est de passage à Paris. Les vieux amants n'ont pu, des années durant, se séparer. Une fin d'après-midi, Jaromil, en route pour l'hôtel près de la gare de l'Est où l'attend Madeleine, est victime d'un accident, et meurt. Le deuil et la mort envahissent désormais la vie de Véra et de Madeleine.
En 1998, Véra, qui ne pense qu'à Henderson, retourne à Londres. Ils s'expliquent sur leurs sentiments respectifs. Véra ne peut contrôler son attirance pour Henderson, et est prête à ne prendre que la part d'amour que celui-ci pourrait lui donner. Il lui avoue aussi son amour, mais également qu'il a pris quelques mois auparavant un risque dans une relation sexuelle non protégée, avec un amant séropositif. Il se pense lui-même contaminé, mais se sent incapable de faire un test de dépistage, par peur d'affronter la réalité. Leur relation devient impossible.
En 2001, Véra décide de rejoindre Henderson à New York. En raison des attentats du 11 septembre, ils se retrouvent finalement à Montréal. Elle lui annonce qu'elle souhaite malgré tout avoir un enfant avec lui, avec l'aide de la médecine qui pourrait éviter la contamination de la mère et de l'embryon. Henderson est venu avec son petit ami du moment, et dans l'ambiance post-apocalyptique de l'attaque sur les États-Unis, un trio amoureux finit par se constituer dans la chambre d'hôtel. Quittant la chambre, Véra se suicide en prenant les médicaments d'Henderson.
En 2007, Clément, sur l'insistance de François, vient à Reims pour l'anniversaire de Madeleine. Avec la mort de son amant et celle de sa fille, cette dernière vit cycliquement des périodes de déprime, de même que Clément, qui n'a jamais pu oublier Véra. Ensemble, ils retournent à Paris sur les lieux où Jaromil et Madeleine se sont rencontrés dans les années 1960.

## Fiche technique
- Titre : Les Bien-Aimés
- Réalisation : Christophe Honoré
- Scénario : Christophe Honoré
- Conseil artistique : Cédric Andrieux
- Musique : Alex Beaupain
- Supervision musicale : Frédéric Junqua
- Photographie : Rémy Chevrin
- Décors : Samuel Deshors
- Costumes : Pascaline Chavanne
- Son : Guillaume Le Bras
- Montage : Chantal Hymans
- Producteur : Pascal Caucheteux
- Casting : Richard Rousseau
- Production : Why Not Productions, France 2 Cinéma, Sixteen Films, Negativ, Canal+, France Télévisions, OCS, Région Ile-de-France, Fonds d'action de la Sacem, Soficinéma 7
- Distribution : Le Pacte, Senator Film,
- Langue : français, anglais et tchèque
- Lieux de tournage : Paris, Reims, Prague, Londres, Montréal
- Format : couleur - 2,35:1
- Sortie :  France : 24 août 2011, États-Unis : 17 août 2012
- Budget : 6.81M€
- Durée : 133 minutes
- Box-office France : 250 288 entrées
- Recettes Etats-Unis : 124 405 $

## Distribution
- Catherine Deneuve : Madeleine
- Chiara Mastroianni : Véra
- Ludivine Sagnier : Madeleine jeune
- Louis Garrel : Clément
- Miloš Forman : Jaromil
- Paul Schneider : Henderson
- Rasha Bukvic : Jaromil jeune
- Michel Delpech : François Gouriot
- Guillaume Denaiffe : François Gouriot jeune
- Omar Ben Sellem : Omar
- Clara Couste : Véra adolescente
- Dustin Segera Suarez : Mathieu
- Goldy Notay : Nandita
- Kenneth Collard : Adam
- Gavin Brocker : le patron de la boîte
- Aicha Kossoko : l'interprète
- Bonnie Duvauchelle : Véra enfant
- Francine Beaur : Patronne de Madeleine
- Anaïs Chetoui : Vendeuse
- Amélie Flottat : Vendeuse
- Julia Marty : Vendeuse
- Jean-Charles Clichet : Premier client
- Côme Rérat : Elagueur
- Fabrice Uhel : Jeune médecin
- Kate Moran : Fiancée de Clément
- Zuzana Krónerová : Madame Passer
- Václav Neuzil : Frère de Jaromil
- Pavel Liska : Karel
- Zuzana Onufráková : Mladka
- Robert Liska : Soldat russe
- Frantisek Krizek : Soldat russe
- Vaclav Nic : Jeune homme
- Stéphane Milochevitch : Musicien au club
- Sébastien Froment : Musicien au club
- Peter Helmer : Musicien au club
- Cédric Andrieux : Danseur
- Benoit Causse : Danseur
- Ashley Chen : Danseur
- Francesca Mattavelli : Danseur
- Jaime Roque De La Cruz : Danseur
- Éric Tschaeppeler : Barman à Montréal
- Evgeniya Kosova : Jeune fille slave

## Musique du film
La musique originale du film est composée par Alex Beaupain. Les chansons sont :
- Je peux vivre sans toi, Ludivine Sagnier
- Prague, Ludivine Sagnier
- Les chiens ne font pas des chats, Ludivine Sagnier et Raša Bukvić
- Tout est si calme, Ludivine Sagnier, Catherine Deneuve, Chiara Mastroianni, Clara Couste
- Who Do You Love, Thousand
- Ici Londres, Chiara Mastroianni et Paul Schneider
- Une fille légère, Chiara Mastroianni et Catherine Deneuve
- J’en passerai, Chiara Mastroianni
- Qui aimes-tu ?, Chiara Mastroianni et Paul Schneider
- Jeunesse se passe, Chiara Mastroianni
- Reims, Louis Garrel
- Je ne peux vivre sans t’aimer, Catherine Deneuve
- Puisque tu m’aimes, Omer Ben Sellem
- Autour de ton cou, Louis Garrel et Chiara Mastroianni

Les musiques additionnelles sont :
- Ces bottes sont faites pour marcher (Eileen)
- Tom (François de Roubaix)
- Who Do You Love? (Thousand)
- Spanish Sahara (The Foals)
- I Go To Sleep (Anika)
- Missing (Everything But The Girl)
- Love At First Sight (The Gist)
- Quatuor 1 et Quator 2 à cordes (Leoš Janáček)

## Analyse

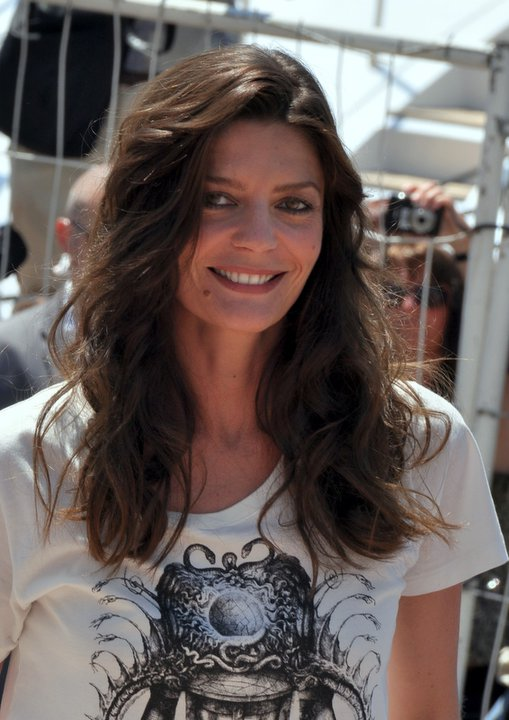
L'actrice Chiara Mastroianni, pour la présentation du film au Festival de Cannes 2011.

### Rôle des chansons
Christophe Honoré explique le rôle des chansons dans son film : « Je pense que Les Biens-aimés est moins une comédie musicale que simplement un film avec chansons. Il n’y a pas de dialogues chantés à proprement parler, ça se rapproche plus du monologue au théâtre, quand le personnage sent qu’il ne peut plus tricher avec ses sentiments et que le spectateur peut lire de manière transparente ce qu’il ressent. »

### Casting
Honoré explique le choix de Chiara Mastroianni comme narratrice : « Avec Chiara, on est très différents, on n’a pas la même vie, les mêmes parents, le même milieu social, mais il y a toujours ce sentiment qu’avec elle j’arrive à parler à la première personne. »

## Réception critique
Selon Jacky Goldberg des Inrockuptibles : « Il y a là quelques-unes des plus belles scènes tournées par Honoré, qui n’a pas son pareil pour insuffler vitesse et incongruité dans son moteur tragique. »